# 梅特尼察 (利維夫州)
50°16′49″N 25°7′46″E / 50.28028°N 25.12944°E
梅特尼察（羅馬化：Mytnytsia）是烏克蘭西部利維夫州佐洛奇夫區的村莊。該村始建於600年，面積0.27平方公里，2001年人口77，人口密度每平方公里283.09人。